# UC-40号潜艇
陛下之UC-40号艇是德意志帝国海军于第一次世界大战期间建造的其中一艘UC-II型近岸布雷潜艇或称U艇。它由汉堡的伏尔铿船厂承建，于1916年9月5日新船下水，至同年10月1日交付使用。其全长49.45米，水面及水下排水量分别为400吨和480吨，艇载武器则包括三具鱼雷发射管、六具水雷滑射槽以及一门88毫米口径甲板炮。UC-40号入役后曾被部署至北海的第一区舰队和驻比利时的佛兰德区舰队，并参与了大西洋潜艇战。通过其十七次巡逻，共直接或间接击沉30艘协约国或中立国舰船，容积总吨累计为42847吨。战后，根据对德停战协定的要求，UC-40号于1919年1月21日被引渡至英国哈维奇正式投降，却在移交途中意外沉没。

## 设计
1915年秋天，由于中立国美国的干预，U艇战几乎陷入停顿，导致德国广泛开展《国际法》所允许的水雷战，从而使布雷潜艇的需求量相应增加。德意志帝国海军潜艇监察局（Inspektion des U-Bootwesens）的开发部门留意到了这一点，遂以UB-II型为基础，按照兼顾布雷效率和生产速度的要求，以41号工程的名义设计了UC-II型潜艇。为了弥补前型UC-I型的缺陷，UC-II型艇不仅更大，而且采用双轴推进系统。然而，与前型最主要的区别在于，UC-II型艇重新运用了双壳体结构。但它并非纯粹的双体潜艇，而是一种中间过渡型；因为外层没有封闭耐压壳体，而是作为鞍形水柜附在上方。
UC-40号是64艘UC-II型方案的其中一艘。这个亚型的艇体结构与UB-II型类似，但体积更大，全长为49.45米，并有3.68米的吃水深度；由于不再考虑铁路运输的装载限界，舷宽也得以增至5.22米。其水上和水下排水量分别为400吨和480吨。艇只采用两台科尔庭六缸四冲程520匹公制馬力（380千瓦特）柴油机用于水面运行，以及两台460匹公制馬力（340千瓦特）的西门子-舒克特电动发电机用于水下航行；水面最高航速11.7節（21.7每小時），水下6.7節（12.4每小時）；能够在水面以7節（13每小時）航速续航9,410海里（17,430），或以4節（7.4每小時）连续在水下航行60海里（110）而无需充电。其潜没需时约为48秒，能够在50米的深度下运作。
作为布雷潜艇，UC-40号改将六具布雷滑射槽安装在艇体前部，每具储存井内的水雷数量增至3枚，即合共18枚UC200型水雷。布雷时只需将存储井底部的盖板打开，水雷便可凭借自身重量滑入水中。随着滑射槽长度增加，艇体艏楼的上层建筑被抬高，上层建筑与司令塔之间的凹陷处布置了一门88毫米30倍径速射炮作为甲板炮。但由于位置相对较低，火炮甲板在恶劣海况下很容易被涌浪淹没。此外，UC-40号还装备有三具500毫米鱼雷发射管，这极大提升了潜艇的攻击能力。其中艇艏两具外置在两侧、艇艉一具则为内置式，并可搭载合共7枚G6型鱼雷。其标准船员编制为3名军官及23名水兵。

## 历史
1915年11月20日，在海军元帅阿尔弗雷德·冯·提尔皮茨的倡议下，国家海军办公室分别向三家德国造船厂合共增订15艘UC-II型潜艇。UC-40号因此成为汉堡伏尔铿船厂承建的第二批次（UC-40至UC-45号）首艇，建造编号为73。它于1916年9月5日新船下水，至同年10月1日在首度担任艇长的海军中尉古斯塔夫·多伊尔利希的指挥下交付使用，随即展开海试。在多伊尔利希之后，赫尔曼·门策尔中尉和海军预备役少尉贝恩哈德·维施豪森也曾担任该艇指挥官。完成海试后，该艇于12月15日被编入驻布伦斯比特尔科格的第一潜艇区舰队服役。
在为期近两年的服役生涯中，UC-40号参与了大西洋潜艇战，足迹遍及科凯特岛、日德兰半岛、福斯湾、弗兰伯勒角、英吉利海峡以及英格兰东北的诺森伯兰郡周边等多处水域。尽管曾一度被部署至驻比利时的佛兰德区舰队，但该艇的所有战功都是在第一区舰队中取得的。通过其十七次布雷及破交战巡逻，UC-40号合共击沉协约国或中立国的24艘商船和6艘辅助军舰，容积总吨累计为42847吨。其中，体积最大的受害者是注册吨位为3604吨的俄国轮船斯拉夫人号（Slavonic）；它于1917年10月19日从阿尔汉格尔斯克驶往勒威克途中，在目的地以东约1.5海里（2.8）的三条水道交汇处触雷沉没。此外，隶属英国皇家海军的驱逐舰虚荣号也曾于1918年7月23日在距五月岛东北偏东约2海里（3.7）处撞上由UC-40号布设的水雷，造成2名官兵阵亡；但该舰并未沉没，而是被拖至利斯并完成修复。
战后，根据对德停战协定的要求，UC-40号于1919年1月21日被引渡至英国哈维奇正式向协约国投降，却于移交途中在北海（54°55′N 4°47′E / 54.917°N 4.783°E）意外沉没，导致1人死亡，幸存者人数不详。

## 袭击历史摘要
| 日期           | 船名           | 船籍         | 吨位 | 结局 |
| -------------- | -------------- | ------------ | ---- | ---- |
| 1917年1月22日  | 卡玛号         | 瑞典         | 1516 | 击沉 |
| 1917年3月28日  | 英雄号         | 英国         | 66   | 击沉 |
| 1917年4月1日   | 卑尔根胡斯号   | 丹麦         | 1017 | 击沉 |
| 1917年4月6日   | 普雷斯托号     | 英国         | 1143 | 击沉 |
| 1917年5月10日  | 里德利勋爵号   | 英國皇家海軍 | 215  | 击沉 |
| 1917年5月23日  | 欧洲云杉号     | 挪威         | 1153 | 击沉 |
| 1917年6月25日  | 格尔西纳号     | 英國皇家海軍 | 227  | 击沉 |
| 1917年7月30日  | 埃莫号         | 丹麦         | 196  | 击沉 |
| 1917年8月6日   | 波拉纳号       | 英国         | 2345 | 击沉 |
| 1917年9月8日   | 家族荣耀号     | 英国         | 39   | 击沉 |
| 1917年9月9日   | 斯威夫特休尔号 | 英国         | 823  | 击沉 |
| 1917年9月10日  | 玛格丽塔号     | 英国         | 2788 | 击伤 |
| 1917年9月10日  | 帕克米尔号     | 英国         | 1316 | 击沉 |
| 1917年9月12日  | 亚细亚号       | 英國皇家海軍 | 309  | 击沉 |
| 1917年9月12日  | 格莱内尔格号   | 英国         | 4160 | 击伤 |
| 1917年10月11日 | 沃罗涅日号     | 俄罗斯帝国   | 5331 | 击伤 |
| 1917年10月19日 | 斯拉夫人号     | 俄罗斯帝国   | 3604 | 击沉 |
| 1917年10月21日 | 英丹号         | 丹麦         | 808  | 击沉 |
| 1917年10月21日 | 弗里德堡号     | 丹麦         | 1400 | 击沉 |
| 1917年10月24日 | 诺文顿号       | 英国         | 3442 | 击伤 |
| 1917年10月24日 | 沃隆号         | 俄罗斯帝国   | 3342 | 击沉 |
| 1917年12月8日  | 格里韦号       | 英國皇家海軍 | 2037 | 击沉 |
| 1917年12月12日 | 列奥纳图斯号   | 英国         | 2099 | 击沉 |
| 1918年3月8日   | 科舍姆号       | 英国         | 2760 | 击沉 |
| 1918年3月8日   | 专注号         | 英国         | 1564 | 击沉 |
| 1918年3月10日  | 天鸽号         | 英國皇家海軍 | 138  | 击沉 |
| 1918年3月14日  | 卡斯尔福德     | 英国         | 1741 | 击沉 |
| 1918年4月28日  | 埃姆利号       | 英國皇家海軍 | 223  | 击沉 |
| 1918年4月28日  | 厄普瑟尼号     | 英国         | 2984 | 击沉 |
| 1918年6月8日   | 厄洛斯号       | 英国         | 181  | 击沉 |
| 1918年6月12日  | 阿非利加号     | 法國         | 2457 | 击沉 |
| 1918年6月15日  | 凯恩默纳号     | 英国         | 4666 | 击伤 |
| 1918年6月16日  | 梅勒妮号       | 英国         | 2996 | 击沉 |
| 1918年7月23日  | 虚荣号         | 英國皇家海軍 | 1300 | 击伤 |
| 1918年7月26日  | 布莱尔霍尔号   | 英国         | 2549 | 击沉 |
| 1918年7月27日  | 克里姆顿号     | 瑞典         | 1599 | 击沉 |
| 1918年7月30日  | 战鹿号         | 英国         | 5323 | 击伤 |
| 1918年8月3日   | 盾号           | 丹麦         | 166  | 击伤 |

## 脚注
1. 1 2 3 4  Helgason, Guðmundur. . German and Austrian U-boats of World War I - Kaiserliche Marine - Uboat.net.   [2009-02-23].
2. ↑  Tarrant，第173頁.
3. 1 2 3  Gröner 1991，第31-32頁.
4. 1 2  Helgason, Guðmundur. . German and Austrian U-boats of World War I - Kaiserliche Marine - Uboat.net.   [2015-02-23].
5. ↑  Helgason, Guðmundur. . German and Austrian U-boats of World War I - Kaiserliche Marine - Uboat.net.   [2015-02-23].
6. ↑  Helgason, Guðmundur. . German and Austrian U-boats of World War I - Kaiserliche Marine - Uboat.net.   [2015-02-23].
7. ↑  陈进，第48頁.
8. ↑  陈进，第46頁.
9. ↑  Michelsen，第48頁.
10. ↑  陈进，第165頁.
11. ↑  NARS，第64頁.
12. 1 2  Helgason, Guðmundur. . German and Austrian U-boats of World War I - Kaiserliche Marine - Uboat.net.   [2015-02-23].
13. ↑  Helgason, Guðmundur. . German and Austrian U-boats of World War I - Kaiserliche Marine - Uboat.net.   [2022-08-25].
14. ↑  Helgason, Guðmundur. . German and Austrian U-boats of World War I - Kaiserliche Marine - Uboat.net.   [2022-08-25].
15. ↑  Dodson & Cant，第131頁.